# Desselbrunn
Desselbrunn là một đô thị thuộc huyện Vöcklabruck thuộc bang Oberösterreich, Áo. Đô thị Desselbrunn có diện tích 17 km², dân số thời điểm năm 2006 là 1528 người.